# Night of Fear
Night of Fear is de debuutsingle van de Britse rockband The Move, geschreven door Roy Wood en geproduceerd door Denny Cordell. Het nummer werd opgenomen op 22 oktober 1966 in Advisory Studios in Londen, en voor het eerst uitgebracht op 9 december (op Deram Records met de B-kant "The Disturbance"). 
"Night of Fear" bereikte nummer 2 in de UK Singles Chart op 26 januari 1966 en bleef tien weken in de hitlijsten staan. Het  was de eerste van een reeks van vier opeenvolgende Britse top 5-singles van de groep, van 1966 tot 1968. Het zou later verschijnen op de heruitgave uit 2007 van het debuutalbum van de groep, Move.